# Российский государственный художественно-промышленный университет имени С. Г. Строганова
Российский государственный художественно-промышленный университет имени С. Г. Строганова (сокр. РГХПУ им. С. Г. Строганова; Университет Строганова) — московское художественное высшее учебное заведение в Москве, одно из старейших в России в области промышленного, монументально-декоративного и прикладного искусства и искусства интерьера. Основан в 1825 году, ликвидирован в 1918 и воссоздан в 1945 году.
Университет ведёт подготовку художников по 5 специальностям и 17 специализациям: проектированию интерьеров и мебели, разработке декоративных и мебельных тканей, готовит специалистов в различных областях дизайна, историков и теоретиков искусства, художников монументальной живописи и скульпторов, художников по изделиям из металла, керамики и стекла, реставраторов монументальной живописи, мебели и художественного металла.

## История
Названия по году утверждения:
- 1825 — Школа рисовальная в отношении к искусствам и ремеслам
- 1843 — Вторая рисовальная школа
- 1860 — Строгановское училище технического рисования
- 1873 — Строгановское Центральное училище технического рисования
- 1901 — Императорское Строгановское Центральное художественно-промышленное училище
- 1918 — Первые Свободные государственные художественные мастерские
- 1920 — Высшие художественно-технические мастерские (ВХУТЕМАС)
- 1926 — Высший художественно-технический институт (ВХУТЕИН, в Москве до 1930)
- 1945 — Московское центральное художественно-промышленное училище (МЦХПУ)
- 1948 — Московское высшее художественно-промышленное училище
- 1992 — Московский художественно-промышленный институт имени С. Г. Строганова (МХПИ им. Строганова)
- 1996 — Московский государственный художественно-промышленный университет имени С. Г. Строганова (МГХПУ им. Строганова)
- 2009 — Московская государственная художественно-промышленная академия имени С. Г. Строганова (МГХПА им. С. Г. Строганова)
- 2022 — Российский государственный художественно-промышленный университет имени С. Г. Строганова (РГХПУ им. С. Г. Строганова)

Был основан в 1825 году графом Сергеем Григорьевичем Строгановым как школа подготовки художников декоративно-прикладного искусства и первоначально именовалась как «Рисовальная школа в отношении к искусствам и ремеслам».
Важно отметить демократические основы, заложенные Строгановым: обучение и питание учеников были бесплатными, в училище принимались дети разночинцев и крепостных, а критерием зачисления на учёбу было не привилегированное положение родителей, а одарённость поступающего, его способности к рисованию, художественному творчеству.
Школа была рассчитана на 360 человек. На начальном этапе существования в школе имелись три специализации:
- черчение, геометрия, рисование машин;
- рисование фигур и животных;
- рисование цветов и украшений.

Однако уже в 1830 году появляется класс технического набивного рисунка, а в 1837 году — класс «лепления из глины украшений и фигур». В 1843 году Строганов передает школу городу Москве, и она становится государственным учебным заведением по подготовке художников декоративно-прикладного искусства, получив название Вторая рисовальная школа.

### Строгановское училище
В 1860 году Московские рисовальные школы преобразованы в Строгановское училище технического рисования.

Цель Строгановского Училища Технического рисования состоит в образовании рисовальщиков и орнаментовщиков для мануфактурных производств и мастерств и вообще в содействии к развитию художественных способностей в промышленных классах— Положение о Строгановском училище технического рисования.
В училище принимались дети не моложе 12 лет, независимо от прав состояния. Срок обучения составлял 5 лет. Комплект учеников полагался в 200 человек, из которых до 50 могли быть освобождаемы, «по бедности», от платы за учебные материалы. После успешного окончания училища выдавался диплом на звание учёного рисовальщика. Также при училище существовали женское рисовальное отделение на 50 учениц и бесплатные воскресные рисовальные классы для лиц всех сословий и возрастов. Училище состояло в ведении Департамента мануфактур и внутренней торговли Министерства финансов. К 1890 году в ведение училища передали бывшую усадьбу Ивана Воронцова на Рождественке, где разместили учебные классы.
В 1882 году директором Строгановского художественного училища стал А. П. Оленин.
В 1896—1917 годах преподавателем и директором училища был Николай Глоба. Он провёл существенную реорганизацию учебного процесса.
23 февраля 1901 года, «в ознаменование исполнившегося, 31 октября 1900 года, семидесятипятилетия со дня основания», состоящему под покровительством Великой княгини Елисаветы Феодоровны училищу пожаловано наименование: «Императорское Строгановское Центральное Художественно-Промышленное Училище» и в собственность училища передан участок земли на Мясницкой улице в Москве.
В 1909 году было принято решение о строительстве нового здания учебных мастерских. Первоначальный проект в стиле «рационального модерна», разработанный А. А. Галецким, в 1911 году был передан архитектору и гражданскому инженеру А. А. Кузнецову, который при сохранении общей планировки и стилистики выполнил его на новаторском техническом уровне: из железобетона, с металлическими рамами перекрытий на верхних этажах, большой площадью остекления, эксплуатируемой крышей и необычной арчатой лестницей в центре.
В достроенном к сентябрю 1914 года корпусе сначала разместился госпиталь.

### ВХУТЕМАС
После Октябрьской революции и окончания войны здание было передано училищу, которое оказалось реорганизовано и вошло в состав Государственных свободных художественных мастерских, а затем ВХУТЕМАСа.
в 1928 году ВХУТЕМАС был реорганизован в Московский высший художественно-технический институт — ВХУТЕИН, который в 1930 году разделился на несколько самостоятельных институтов:
- Архитектурный (ныне МАрхИ)
- Художественный (ныне Московский государственный академический художественный институт имени В. И. Сурикова)
- Полиграфический (ныне Полиграфический институт)
- Текстильный (ныне Московский государственный текстильный университет им. А. Н. Косыгина)

### Художественно-промышленное училище
В феврале 1945 года Совет Народных Комиссаров СССР распорядился восстановить училище во втором полугодии 1945 году под названием Московское центральное художественно-промышленное училище (МЦХПУ) (бывшее Строгановское). В училище были привлечены художники, проектировщики, мастера, многие из которых закончили Императорское Строгановское училище или ВХУТЕМАС. Училище размещалось на улице Большая Спасская, 15, в типовом кирпичном доме с кованой решеткой XVII века, оставшейся от храма Спаса Преображения, снесённого в 1937 году. Во внутреннем дворе под навесом находилось множество слепков с классических скульптур. Небольшое здание с трудом вмещало классы, мастерские и различные службы.
С 1948 — Московское высшее художественно-промышленное училище (бывшее Строгановское). В качестве преподавателей были приглашены В. Е. Егоров, Н. Н. Соболев, Г. И. Мотовилов, П. В. Кузнецов, А. В. Куприн, В. Ф. Бордиченко и другие.
В годы ректорства В. И. Говоркова (1951—1955) была организована аспирантура. Учёному совету было предоставлено право принимать к защите кандидатские диссертации.
В 1956 году открывается новое здание на Волоколамском шоссе, д.9. Здание построили по проекту архитекторов Г. Г. Лебедева и И. В. Жолтовского.
В 1960 году начинается реорганизация МВХПУ (б. Строгановское). В училище появляются три факультета: Промышленное искусство, Интерьер и оборудование, Монументально-декоративное и прикладное искусство. МВХПУ становится головным вузом среди аналогичных высших учебных заведений страны: учебные программы, разработанные в училище как типовые, применяются в других вузах.

### Институт и Университет
В 1992 году Высшего художественно-промышленного училища преобразовано в Московский художественно-промышленный институт им. С. Г. Строганова.
В 1996 году институт переименован в Московский государственный художественно-промышленный университет имени С. Г. Строганова. Открыт совет по защите докторских диссертаций и докторантура.

## Руководство
Органами управления, согласно принятому в ноябре 2018 года уставу, являются:
- конференция работников и обучающихся — делегаты созываются не реже 1 раза в 5 лет для избрания учёного совета и принятия программы развития
- учёный совет — состоит из ректора, проректоров, президента академии, деканов факультетов и членов, избранных конференцией работников и обучающихся. Заседания проходят не реже 1 раза в 3 месяца. Президент академии избирается тайным голосованием учёного совета.
- ректор — назначается министерством из прошедших аттестацию кандидатов на срок до 5 лет. Возглавляет учёный совет и осуществляет текущее руководство академией.
- попечительский совет[5]

Ректорат
Оперативное управление осуществляет ректорат академии. В состав ректората входят: ректор — председатель ректората, проректоры по направлениям деятельности, главный бухгалтер, секретарь. Состав утверждается приказом ректора.
Ректоры:
- 1945—1951 — Сергей Маркелов
- 1951—1955 — Виктор Говорков
- 1955—1967 — Захар Быков[6]
- 1967—1982 — Григорий Захаров
- 1982—1999 — Александр Квасов[7]
- декабрь 1999 — сентябрь 2007 — Александр Дубровин (два срока)
- сентябрь 2007—2011 — Александр Стасюк (с сентября 2007 года врио, в декабре 2007 года избран, покинул должность досрочно)
- с 2011 года — Сергей Курасов (сначала врио, в 2011 году избран, в 2017 году переизбран)

## Структура
Факультет дизайна
- Кафедра коммуникативного дизайна
- Кафедра промышленного дизайна
- Кафедра дизайна средств транспорта
- Кафедра средового дизайна
- Кафедра мультимедиа дизайна
- Кафедра дизайна мебели
- Кафедра дизайн-текстиля

Факультет монументально-декоративного и прикладного искусства
- Кафедра художественного проектирования интерьеров
- Кафедра монументально декоративной скульптуры
- Кафедра монументально-декоративной живописи
- Кафедра искусства графики
- Кафедра художественной керамики
- Кафедра художественного стекла
- Кафедра художественного металла

Факультет искусства реставрации
- Кафедра реставрации монументально-декоративной живописи
- Кафедра художественной реставрации мебели
- Кафедра реставрации художественного металла
- Кафедра истории и теории декоративного искусства и дизайна

Общевузовские кафедры 
- Кафедра академического рисунка
- Кафедра академической живописи
- Кафедра академической скульптуры
- Кафедра основ архитектуры, композиции и графики
- Кафедра истории искусств и гуманитарных наук

Колледжи
- Колледж дизайна и декоративного искусства в Москве на Стрелецкой улице.

Филиалы
- Абрамцевское художественно-промышленное училище
- Кунгурский филиал
- Красносельский филиал
- Уральский филиал

## Награды
- Почётная грамота Московской городской Думы (7 февраля 2001 года) — за заслуги перед городским сообществом в деле становления и развития образования в области изобразительного и декоративно-прикладного искусства[8]

## Известные персоналии
- См. Категория:Выпускники МГХПА имени С. Г. Строганова
- См. Категория:Преподаватели МГХПА имени С. Г. Строганова